# Charles Burlingame
Charles Frank Chillic Burlingame III, ameriški pilot, * 12. september 1949, St. Paul, Minnesota, ZDA † 11. september 2001, Let 77 American Airlines, Pentagon, Arlington, ZDA. 
Burlingame je bil pilot letala Let 77 American Airlines, ki so ga teroristi ugrabili in zapeljali v Pentagon v okviru napadov 11. septembra 2001.

## Biografija
Charles Burlingame se je rodil 12. septembra 1949 v St.Paulu v Minnesoti, staršem Charlesu F. "Chucku" Burlingameju Jr. (1923–1999) in Patricii Ann Burlingame (rojeni Meyer; 1930–2000). Pogosto se je selil kot sin aktivnega pripadnika letalskih sil Združenih držav, del svojega otroštva je preživel v Kaliforniji in Angliji. Burlingame je leta 1967 opravil diplomo na srednji šoli Anaheim v Kaliforniji. Bil je aktiven pri ameriških skavtih, kjer je dosegel najvišji čin, imenovan Eagle Scout.
Burlingame je leta 1971 opravil diplomo iz letalskega inženirstva na pomorski akademiji ZDA. V mornarici je po prejemu svojih mornariških letalskih kril letel z letali F-4 Phantom v lovski eskadrilji 103 (VF-103) na krovu USS Saratoga in se povzpel v čin pilota. Bil je častni maturant ameriške mornariške šole za boj proti orožju (TOPGUN) na krovu NAS Miramar v Kaliforniji. Leta 1979 je Burlingame zapustil aktivno službo v mornarici in se pridružil American Airlines, čeprav je ostal v ameriški pomorski rezervi.  Prostovoljno se je prostovoljno aktiviral med zalivsko vojno. Nekaj časa je delal tudi v Pentagonu, medtem ko je bil v pomorskem rezervatu. 
Nagrajen je bil z medaljo za vrhunsko obrambo, medaljo nacionalne obrambne službe (z eno zvezdico), trakom za razmestitev mornariške službe, trakom za čezmorsko službo mornarice in mornarice (z eno servisno zvezdo), rezervno medaljo oboroženih sil, mornarico Rifle Marksmanship Trak in mornariška strokovna strelka.
Burlingame se je leta 1996 upokojil kot kapitan mornarice in delal pri letalskem podjetju American Airlines. 
Bil je poročen s stevardeso American Airlines, Sheri Burlingame. Z družino je živel v Oak Hillu v Virginiji.

### Napadi 11. septembra
Zjutraj 11. septembra 2001, le en dan pred svojim 52. rojstnim dnem, je Burlingame ob 8:20 z letalom Let 77 American Airlines, na katerem je bilo 58 ljudi, odletel iz letališča Washington Dulles, s ciljem v Los Angelesu. Ob 8:51, približno pol ure po vzletu, so Burlingamea in prvega častnika Davida Charleboisa napadli teroristi Al Kaide, ki so vdrli v njuno pilotsko kabino. Za razliko od ostalih treh letov, kjer so teroristi ob vdoru v kabino zabodli pilote, so na letalu American 77 teroristi po vdoru v pilotsko kabino nagnali Burlingamea in Charleboisa na konec letala in potem prevzeli nadzor nad letalom. Barbara Olson, potnica na letalu, je moža po mobilnem telefonu vprašala: "Kaj naj pilotu povem?" kar kaže, da je Burlingame sedel poleg nje na zadnjem delu letala. Verjame se tudi, da so teroristi pozneje zabodli Burlingamea in Charleboisa do smrti in njuna trupla pustili na koncu letala. Teroristi so pozneje letalo American 77 zapeljali v Pentagon v okviru napadov tega dne.  

## Zapuščina
Burlingamenovo ime je napisano na spominski plošči nacionalnega parka 11. septembra.